# 최룡수
최룡수(崔龍洙, 1936년~)는 조선민주주의인민공화국의 정치인이다. 인민보안상과 최고인민회의 제11기 대의원, 국방위원회 위원, 최고인민회의 법제위원회 위원장을 역임했다.